# St. Georg (Nerkewitz)

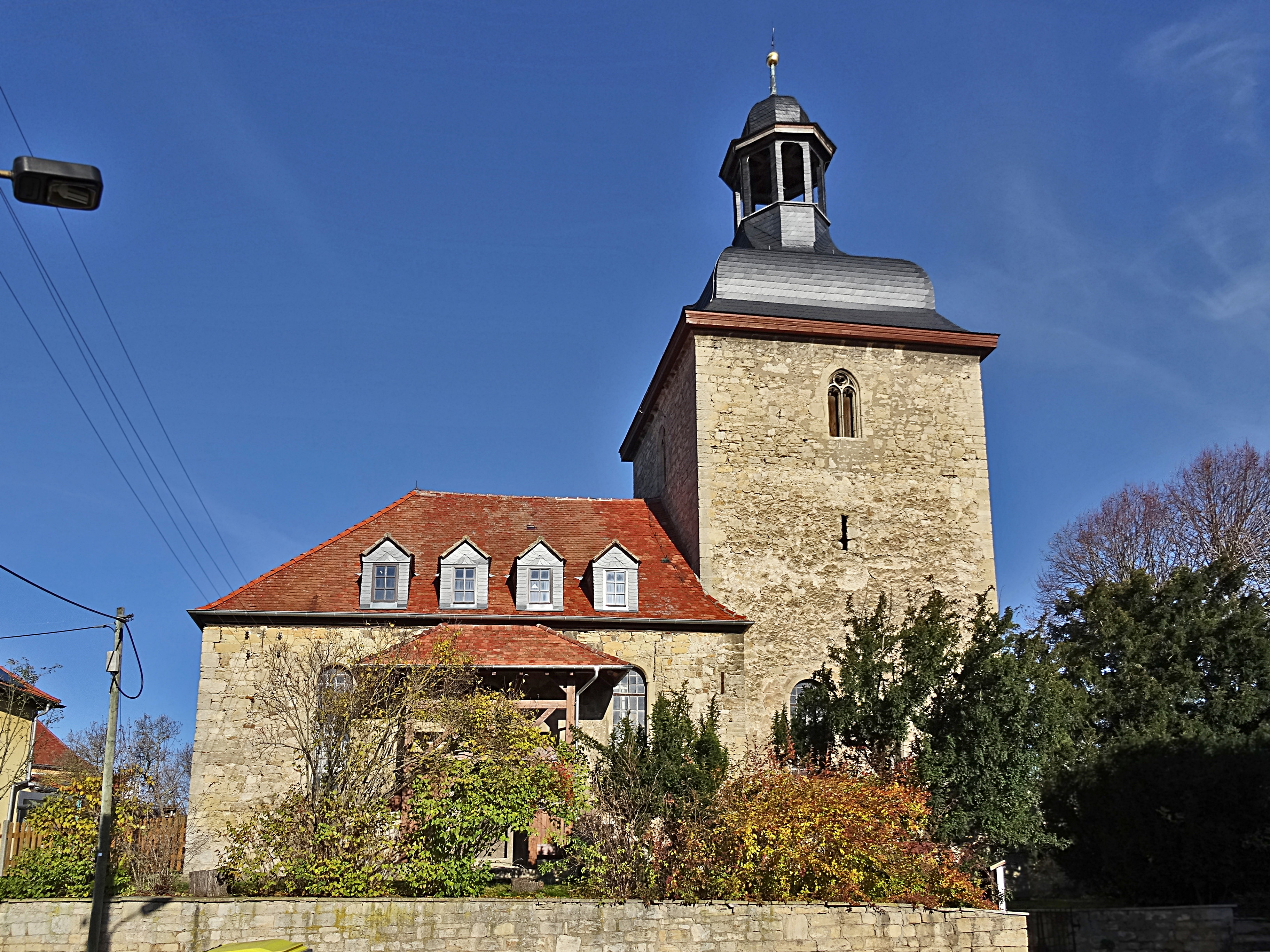
Kirche St. Georg in Nerkewitz

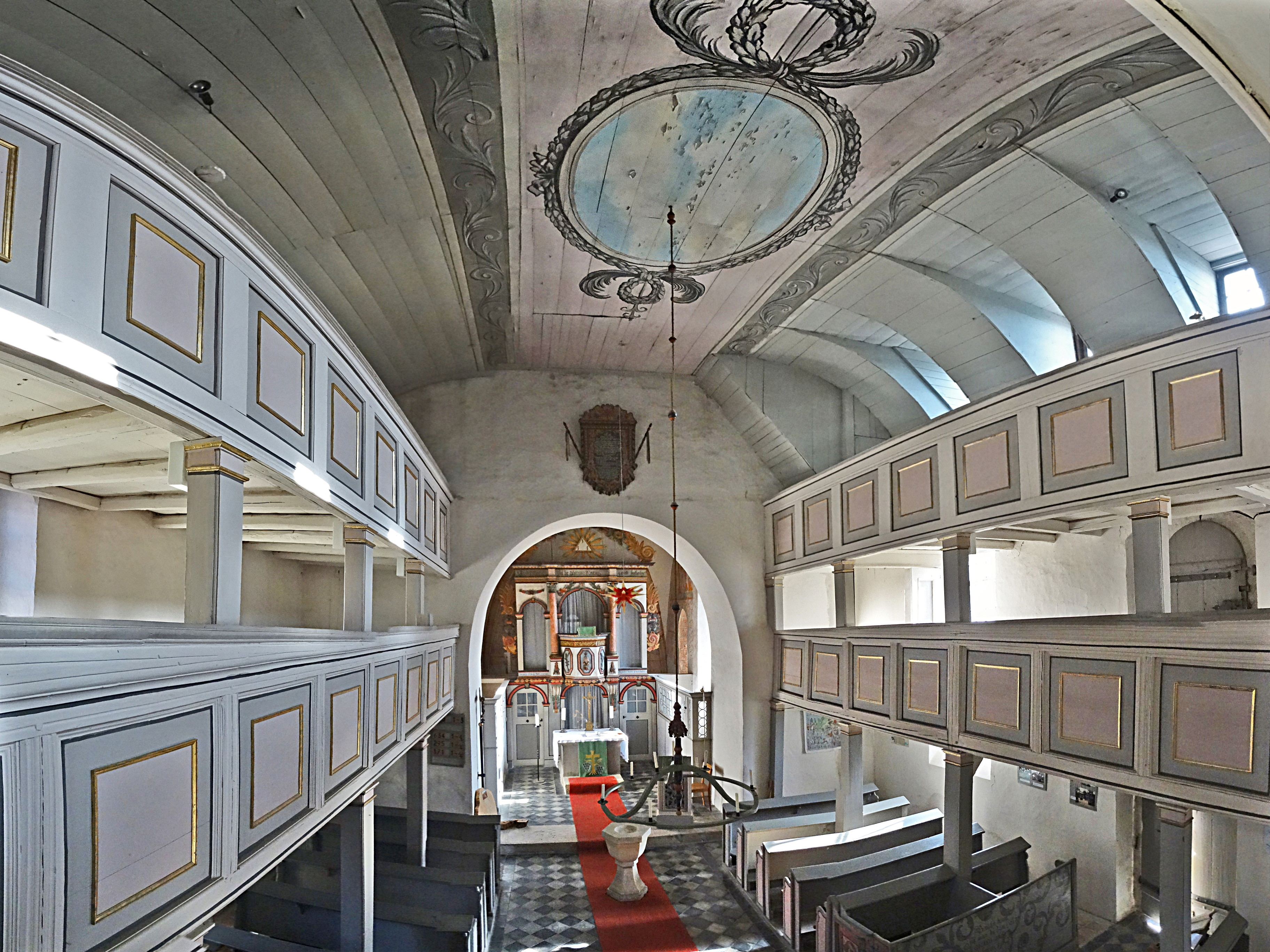
Innenansicht

Die evangelisch-lutherische Kirche St. Georg liegt in der Mitte des Dorfes Nerkewitz, eines Ortsteils der Gemeinde Lehesten im thüringischen Saale-Holzland-Kreis. Die Gemeinde gehört zum Kirchenkreis Jena der Evangelischen Kirche in Mitteldeutschland.

## Baugeschichte

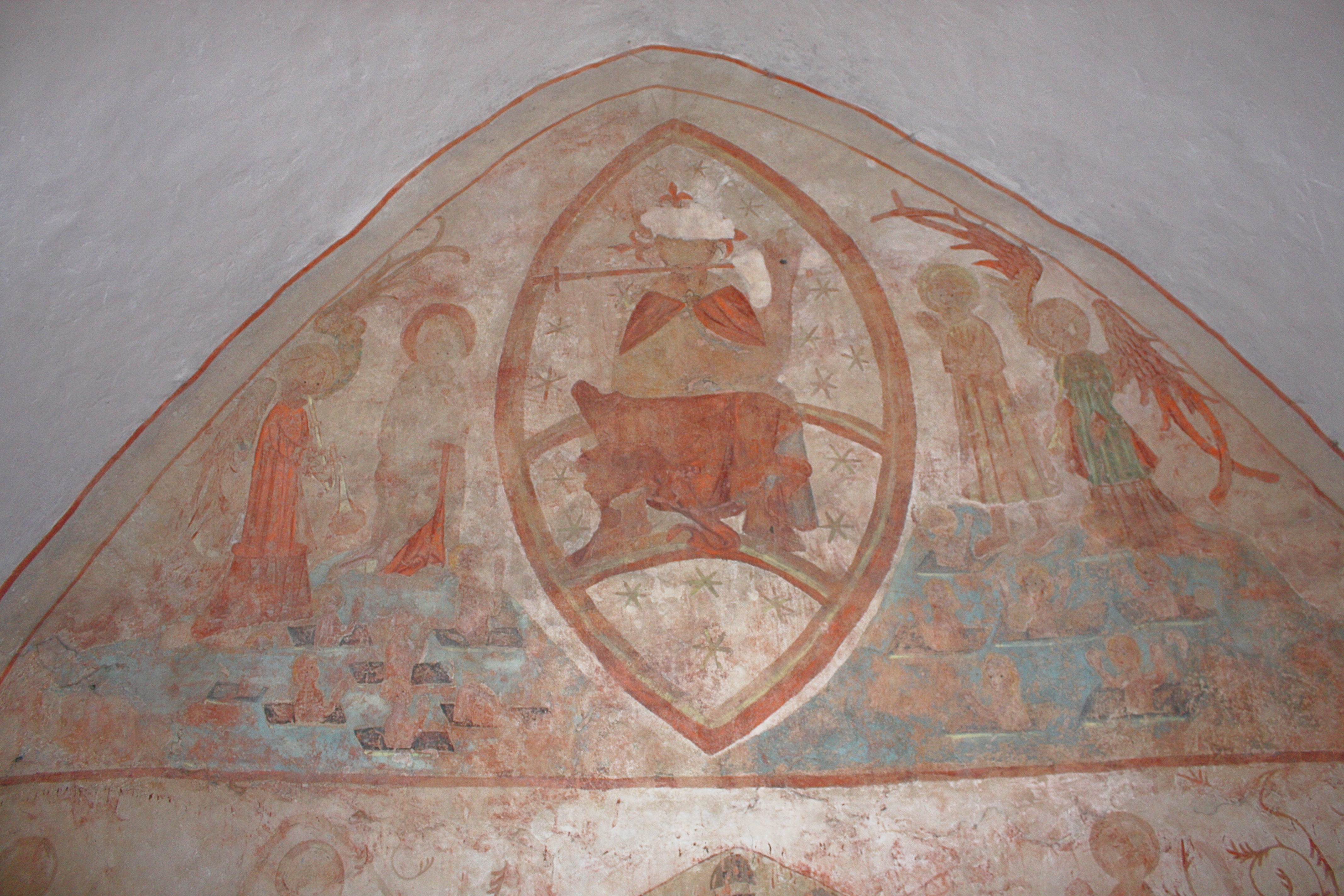
Wandmalerei: Weltgericht

Im Laufe der Jahrhunderte wurde die Kirche mehrfach umgebaut. Der gotische Wehrturm, ein Chorturm, wurde vermutlich um die Zeit der ersten urkundlichen Erwähnung des Ortes (1044) errichtet. Das Kirchenschiff wurde im 16. Jahrhundert angebaut. Davon zeugt die Jahreszahl 1554 auf dem Bogen über der Tür zur Südempore. Aus dieser Zeit (1562) stammt auch ein Grabstein an der Stufe zum Chorraum. Der Grabstein ist dem Deutschritter Johannes Schmalz gewidmet. Damals bis zum Jahr 1815 gehörte Nerkewitz zur Komturei Zwätzen des Deutschritterordens. Um das Jahr 1720 erhielt die Kirche ihre heutige barocke Gestalt.
Im Zeitraum von 1984 bis 1986 wurde der gesamte Kirchenraum restauriert. Dabei wurden auch vormals übermalte Wandmalereien freigelegt und restauriert. Im Jahr 2011 und 2019 wurden der Dachstuhl des Kirchturms teilweise erneuert bzw. die Dachgauben saniert.

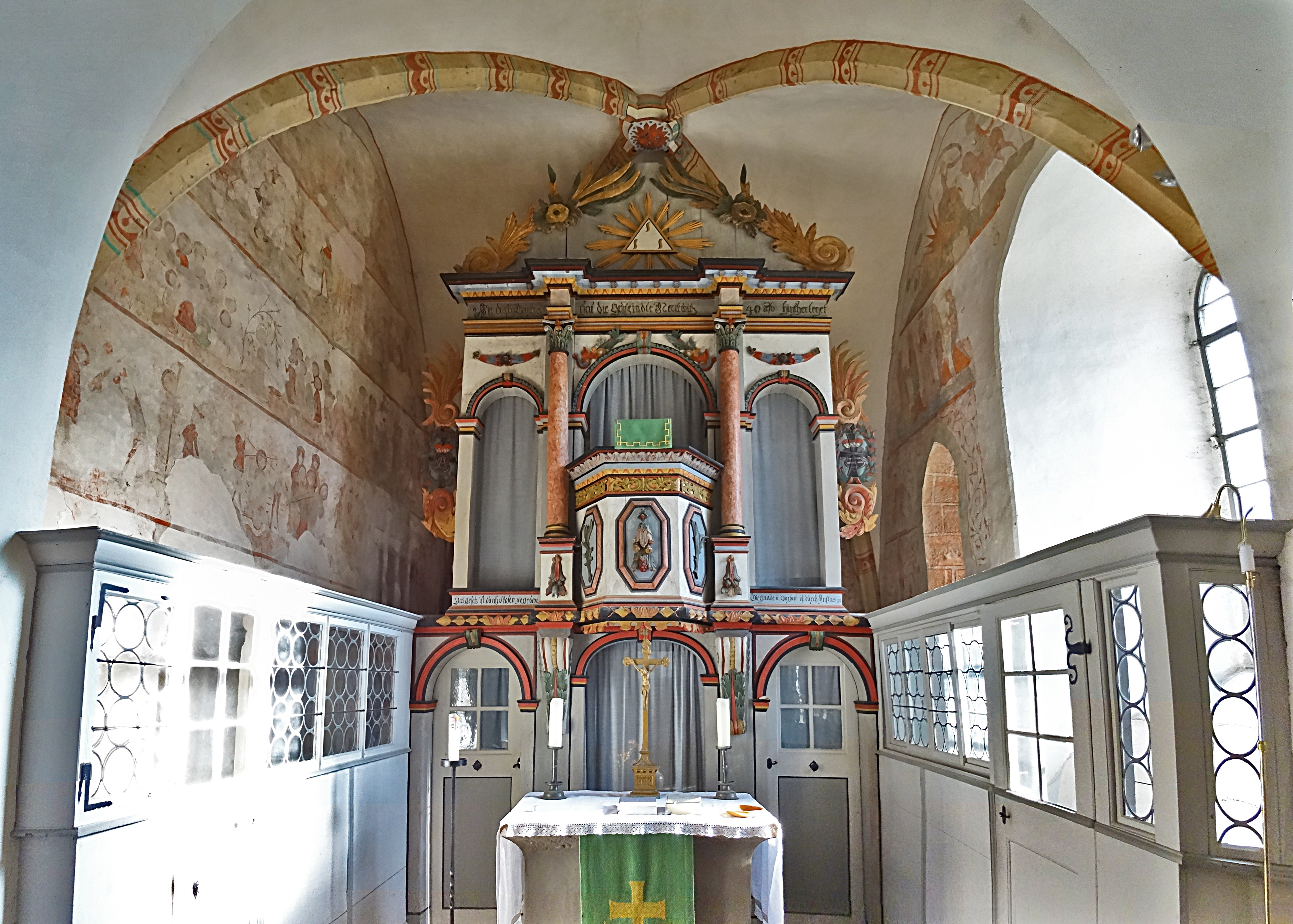
Wandmalereien und Kanzelaltar

## Ausstattung
Figürliche Wandmalereien aus dem Übergang vom 14. zum 15. Jahrhundert zieren die Wände und Gewölbe des Chorraums:
- Nordwand: Leben und Leiden Christi
- Ostwand: Weltgericht und Apostel
- Südwand: Szenische Heiligendarstellungen, u. a. der Heilige Georg, der Heilige Martin, die Darstellung des Gleichnisses von den klugen und törichten Jungfrauen.

Der barocke Kanzelaltar stammt aus dem Jahr 1721, geschaffen vom Zimmermann Zacharias Richter aus dem benachbarten Ort Neuengönna.
Der Taufstein ist eine Neuanfertigung aus dem Jahr 1987.

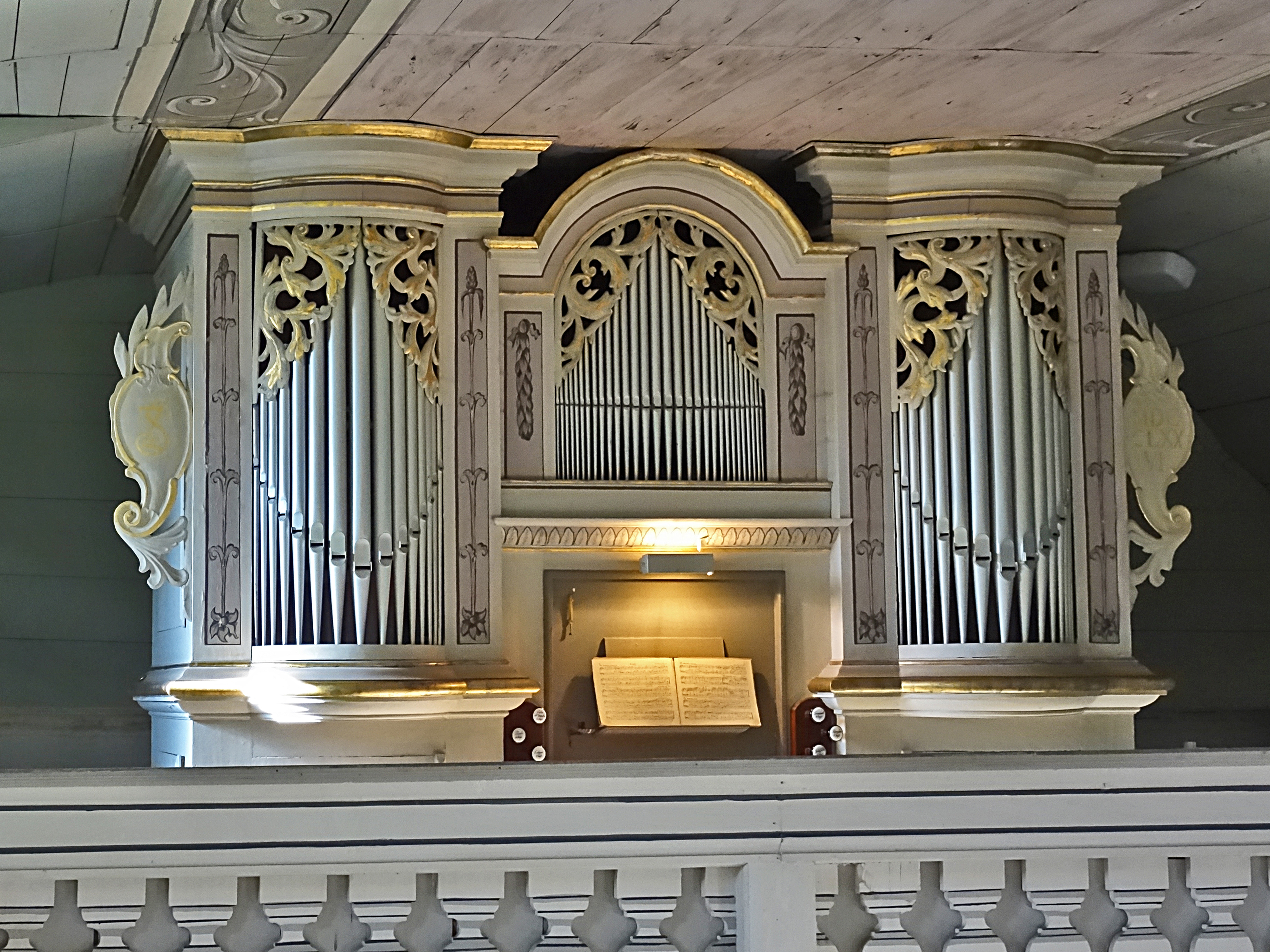
Dinger-Orgel

## Orgel
Die Orgel wurde vom Orgelbaumeister Johann Georg Molau aus Großbrembach konzipiert. Nach seinem Tode wurde der Orgelbau von seinem Schwiegersohn Johann Christoph Dinger im Jahre 1776 vollendet.
Nachfolgend die Disposition: 
| Manual D-d3    |     |  |
| Principal      | 8′  |  |
| Bordun         | 8′  |  |
| Hohlflöte      | 8′  |  |
| Viola da Gamba | 8′  |  |
| Principal      | 4'  |  |
| Floete         | 4'  |  |
| Octave         | 2`  |  |
| Mixtur         | 3f. |  |

| Pedal D-e    |     |  |
| Subbaß       | 16′ |  |
| Principalbaß | 8′  |  |
| Posaunenbaß  | 16′ |  |

Weitere Züge: Pedalkoppel